# Parascotolemon bipunctus
Parascotolemon bipunctus is een hooiwagen uit de familie Zalmoxioidae.